# Aegialia latispina
Aegialia latispina är en skalbaggsart som beskrevs av Leconte 1878. Aegialia latispina ingår i släktet Aegialia och familjen Aegialiidae. Inga underarter finns listade i Catalogue of Life.